# Vastemõisa
Vastemõisa är en by i Põhja-Sakala kommun i landskapet Viljandimaa i Estland.